# Susuacanga patruelis
Susuacanga patruelis là một loài bọ cánh cứng trong họ Cerambycidae.